# Горно Нанадолнище
Горно Нанадолнище е име на фиктивно селище, употребявано, за да се обозначи:
- неутрално средностатистическото (обикновено българско) село или населено място изобщо: „Кметът на град Горно Нанадолнище е осигурил пари по европейски проект...“ (Из задача от 17 Републиканска студентска олимпиада по програмиране, 2005);
- пейоративно Селото и Селското, противопоставени на Града: „Не искам некъв тъп селянин от Горно Нанадолнище да е член.“ (от български Интернет форум).

Като вулгарни синоними с втората употреба се използват Стърчи Патка, Пичковци, Майна си Райна, като по-често обозначават не толкова обикновеното средностатистическо селище, а средностатистическото затънтено населено място. Синоним в тази употреба е На гъза на географията. В тази им употреба тези 3 израза са равностойни на английския израз The middle of nowhere (буквално преведено „в средата на нищото“), но се възприемат за вулгарни за разлика от английския израз, който е неутрален. Равностоен е руският вариант Мухосранск, Мухонасранск.
Употребата на Горно Нанадолнище е сходна с употребата на x, y и z в математиката за обозначаване на произволна променлива, като втората променлива обикновено е Долно Нанагорнище. Съществуват и обратните варианти Горно Нанагорнище и Долно Нанадолнище, но тяхната употреба е рядка.
Понякога като синоними на Горно Нанадолнище и Долно Нанагорнище се използват имената на реалните села Горно и Долно Уйно в Община Кюстендил, очевидно схващани като фиктивни поради звученето си.